# ただ一度の人生
『ただ一度の人生』（ただいちどのじんせい）は、1986年4月23日にTBS系列で放映されたテレビドラマ。

## 概要
- 横浜にある放送ライブラリーでの閲覧が可能である[1]。

## スタッフ
- 脚本：市川森一
- 技術：安藤健治
- 撮影：中村秀夫
- 映像：安藤絋平
- 照明：加藤静夫
- 音声：山田紀夫
- 音響効果：鈴木敏夫
- 編集：高松博
- 美術：山田守
- デザイン：桜井鉄夫
- 化粧：奈良久美子
- 衣装：大迫靖秀
- 擬斗：國井正廣
- 振付：小林親一
- 制作：堀川とんこう、和田旭
- 制作補：中川善晴
- ロケーション：上野堯
- 演出補：加藤浩丈、桐ケ谷嘉久
- 記録：原田靖子
- プロデューサー・演出：高橋一郎

## キャスト
- 尾田雄一・山根耕次（二役）：山﨑努
- 中里泉：安田成美
- 中原ひとみ
- 佐々木すみ江
- 三沢慎吾
- 徳川龍峰
- 大島宇三郎
- 四家有紀子
- 石上大輔
- 渕野直幸
- 阿南健治
- 雨宮三郎
- 石丸さち子
- 伊藤文雄
- 今井啓子
- 内野富美子
- 大坂義裕
- 岡田正
- 風間正広
- 勝村政信
- 川部一郎
- 神戸美鈴
- 菊地一浩
- 渋谷茂
- 西田敏行
- 小田島雄志
- 小室等
- 竹田裕美子
- 下村久美
- 高木透
- 橘田由美
- 月岡由美
- 月田真美子
- 中村兆成
- 難波真奈美
- 針原茂
- 馬場千登勢
- 長谷川晴美
- 松重豊
- 森田真由美
- 安田英一
- 山田武
- 吉井秀子
- 宮田光
- 平辻朝子
- 相田健博
- 蜷川幸雄
- 山根ますみ：泉ピン子